# Melnîci, Jîdaciv
Melnîci (în ucraineană Мельнич) este localitatea de reședință a comunei Melnîci din raionul Jîdaciv, regiunea Liov, Ucraina.

## Demografie
Componența lingvistică a localității Melnîci
     Ucraineană (100%)
Conform recensământului din 2001, toată populația localității Melnîci era vorbitoare de ucraineană (100%).